# کسیژه لاس (استان اوپوله)
کسیژه لاس (به لهستانی: Księży Las) یک منطقهٔ مسکونی در لهستان است که در گمینا اویازد (استان اوپوله) واقع شده‌است.